# Gryllacris annulicornis
Gryllacris annulicornis är en insektsart som beskrevs av Morgan Hebard 1922. Gryllacris annulicornis ingår i släktet Gryllacris och familjen Gryllacrididae. Inga underarter finns listade i Catalogue of Life.